# Open di Francia 2012 - Doppio leggende femminile
Lindsay Davenport e Martina Hingis erano le detentrici del titolo e sono riuscite a difenderlo sconfiggendo in finale Martina Navrátilová e Jana Novotná per 6-4, 6-4.

## Tabellone

### Legenda
| - Q = Qualificato - WC = Wild card - LL = Lucky loser | - ALT = Alternate - SE = Special Exempt - PR = Protected Ranking | - w/o = Walkover - r = Ritirato - d = Squalificato |

### Finale
|  | Finale                           |                                  |                                  |   |   |  |
|  |                                  |                                  |                                  |   |   |  |
|  | Martina Navrátilová Jana Novotná | Martina Navrátilová Jana Novotná | Martina Navrátilová Jana Novotná | 4 | 4 |  |
|  | Lindsay Davenport Martina Hingis | Lindsay Davenport Martina Hingis | Lindsay Davenport Martina Hingis | 6 | 6 |  |

### Gruppo A
|  |                                  | Navrátilová Novotná | Tauziat Testud   | Fernández Zvereva | RR V–P | Set V–P | Game V–P | Posizione |
|  | Martina Navrátilová Jana Novotná |                     | 6–3, 2–6, [10–7] | 6–2, 6–2          | 2–0    | 4–1     | 21–13    | 1         |
|  | Nathalie Tauziat Sandrine Testud | 3–6, 6–2, [7–10]    |                  | 7-5, 3-6, [10-7]  | 1–1    | 3-3     | 20–20    | 2         |
|  | Gigi Fernández Nataša Zvereva    | 2–6, 2–6            | 5-7, 6-3, [7-10] |                   | 0–2    | 1-4     | 15–23    | 3         |

La classifica viene stilata in base ai seguenti criteri: 1) Numero di vittorie; 2) Numero di partite giocate; 3) Scontri diretti (in caso di due giocatori pari merito ); 4) Percentuale di set vinti o di games vinti (in caso di tre giocatori pari merito ); 5) Decisione della commissione.

### Gruppo B
|  |                                  | Majoli Martínez  | Huber Schett     | Davenport Hingis | RR V–P | Set V–P | Game V–P | Posizione |
|  | Iva Majoli Conchita Martínez     |                  | 1–6, 6–3, [7–10] | 1–6, 4–6         | 0–2    | 1–4     | 13–22    | 3         |
|  | Anke Huber Barbara Schett        | 6–1, 3–6, [10–7] |                  | 4-6, 3-6         | 1–1    | 2–3     | 17–20    | 2         |
|  | Lindsay Davenport Martina Hingis | 6–1, 6–4         | 6-4, 6-3         |                  | 2–0    | 4–0     | 24–12    | 1         |

La classifica viene stilata in base ai seguenti criteri: 1) Numero di vittorie; 2) Numero di partite giocate; 3) Scontri diretti (in caso di due giocatori pari merito ); 4) Percentuale di set vinti o di games vinti (in caso di tre giocatori pari merito ); 5) Decisione della commissione.